# Torres Galería Las Heras
Las Torres Galería Las Heras son un conjunto de edificios residenciales que se encuentra en la esquina de Avenida Las Heras y Scalabrini Ortiz, frente a la Plaza Alférez Sobral, en el barrio de Palermo, Buenos Aires.
Construidas en los últimos años de la década de 1950 por el empresario Alfredo Chopitea (también impulsor de edificios reconocidos como el Palacio de los Patos y el Palacio de los Gansos, ambos en la misma zona de estas torres), fueron diseñadas por el ingeniero José Luis Delpini (autor del Mercado de Abasto y del Estadio de Boca Juniors, La Bombonera) y se terminaron a mediados de la década siguiente.
Son dos edificios de estilo moderno, de 23 y 28 pisos, que fueron dos de las construcciones más altas de Buenos Aires en su época, ya que se acercan a los cien metros de altura. Pertenecen al período de consolidación de la arquitectura moderna en la Argentina, en los años '50, cuando se abandonó definitivamente la ornamentación de las fachadas y fueron aceptados los nuevos materiales, como las fachadas realizadas en chapa de aluminio, vidrio y perfiles de hierro que ostentan estas dos torres.
Los edificios son dos prismas puros que surgen de un basamento que tiene locales comerciales y una sucursal bancaria en planta baja, y oficinas en el primer piso, y cada uno luce sus dos fachadas principales con cerramientos de chapa, vidrio y hierro, y las dos fachadas laterales hechas en hormigón armado estructural, con pequeñas ventanas que se repiten a lo alto. Las torres no son idénticas, porque además de una diferencia en la cantidad de pisos, varían los materiales con que se cerraron las fachadas: la que da sobre la calle Scalabrini Ortiz luce cerramientos con placas de chapa, mientras la que mira a la Avenida Las Heras tiene cerramientos de mampostería revestida con un revoque texturado.